# Ion Catarig-Zăgrean
Ion Catarig Zăgrean (n. 1884, Năsăud – d. 1946, Năsăud) a fost un deputat în Marea Adunare Națională de la Alba Iulia, organismul legislativ reprezentativ al „tuturor românilor din Transilvania, Banat și Țara Ungurească”, cel care a adoptat hotărârea privind Unirea Transilvaniei cu România, la 1 decembrie 1918.:p. 77

## Biografie
Ion Catarig Zăgrean a fost agricultor.:p. 118

## Activitatea politică

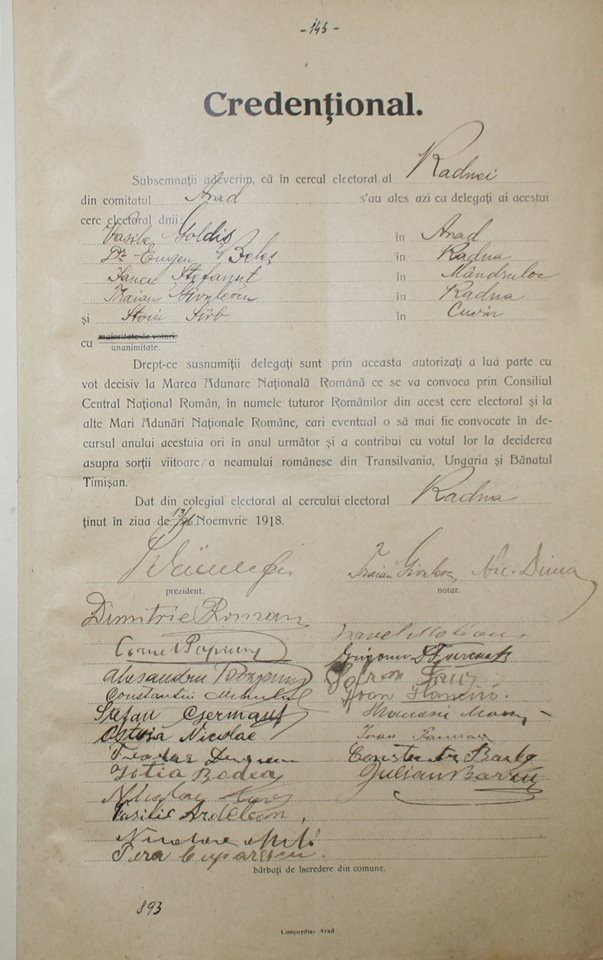
Credențional

Ca deputat în Adunarea Națională din 1 decembrie 1918 a reprezentat, ca delegat de drept, cercul electoral Năsăud.:p. 118